# Конституция Молдовы
Конституция Республики Молдова (рум. Constituţia Republicii Moldova) — основной закон Республики Молдова, определяющий её общественное и государственное устройство, порядок и принципы образования представительных органов власти, избирательную систему, права и обязанности граждан. Текущая версия была принята парламентом 29 июля 1994 года.

## Конституция Молдавской АССР (1925)
Проект Конституции Молдавской АССР был разработан Кодификационным отделом Наркомюста УССР и 8 декабря 1924 года представлен на рассмотрение Комиссии ответственных работников при этом отделе. В феврале 1925 года Наркомат юстиции УССР представил проект Конституции Молдавской АССР в Совет Народных Комиссаров УССР, который одобрил его и направил для обсуждения в Молдавию.
23 апреля 1925 года, спустя пять месяцев с момента образования Молдавской АССР, Первый Молдавский съезд Советов единогласно принял первую Конституцию — Основной Закон Молдавской АССР. Конституция законодательно оформила молдавскую советскую национальную государственность.

## Конституция Молдавской АССР (1938)
Конституция была принята 6 января 1938 года VII Чрезвычайным съездом Верховного Совета Молдавской АССР. Она была основана на принципах и положениях Конституции СССР 1936 года. Провозглашалось, что толчком к созданию Конституции послужили достижения молдавского народа в экономике и культуре, которые нашли своё законодательное отражение в данном документе.
Конституция 1938 года состояла из 11 глав и 114 статей. Первая глава была посвящена общественному устройству молдавской автономии, а вторая её внутреннему устройству. В третьей главе Конституции речь шла о высших органах власти, в четвёртой — о республиканских органах управления; в пятой — об органах местного самоуправления; в шестой — о бюджете МАССР; в седьмой — о деятельности судебных органов и прокуратуры. Восьмой главой предусматривались основные права и обязанности граждан. Девятая глава регулировала нормы, касающиеся избирательной системы. Десятой главой устанавливались государственные символы (герб, флаг) Молдавской АССР. Заключительная глава предусматривала порядок изменения Конституции.

## Конституция Молдавской ССР (1941)
В ноябре 1940 года Верховный Совет Молдавской Автономной ССР в связи с образованием Молдавской ССР на своей внеочередной сессии создал Конституционную комиссию для разработки проекта Конституции (Основного Закона) Молдавской ССР и назначил выборы в Верховный Совет новообразованной союзной республики. Конституция (Основной Закон) Молдавской ССР была принята Верховным Советом Молдавской ССР 10 февраля 1941 года. Она была основана на принципах и положениях Конституции (Основного Закона) Союза ССР 1936 года и построена в полном соответствии с ней. Конституцию 1941 года сменила новая Конституция (Основной Закон) Молдавской ССР, принятая в 1978 году.
Конституция включала в себя политические, экономические и исторические особенности развившейся и оформившейся молдавской советской государственности. Данные особенности не только отражали факт более позднего вхождения Бессарабии в состав социалистического государства, но и определили некоторое отличие политической и экономической основы Молдавской ССР от соответствующих институтов тех союзных республик, которые, по официальной версии того времени, построили социализм уже к 1936 году.
Конституцию 1941 года сменила новая конституция 1978 года.

## Конституция Молдавской ССР (1978)
15 апреля 1978 года на внеочередной сессии Верховный Совет Молдавской ССР единодушно принял новую конституцию, чтобы заменить ею конституцию 1941 года и поправки к ней. Она была подготовлена в рамках приведения конституций союзных республик в соответствие с новой конституции Советского Союза 1977 года.
Эта конституция стала второй в истории Молдавской ССР.
5 июня 1990 года Верховный Совет Молдавской ССР внес изменения в Конституцию. В соответствии с ними название республики — Молдавская Советская Социалистическая Республика — было заменено на «Советская Социалистическая Республика Молдова».
23 мая 1991 года Верховный Совет республики переименовал ССР Молдова (Молдавскую ССР) в Республику Молдова. В союзной конституции Молдавия продолжала формально называться Молдавской Советской Социалистической Республикой вплоть до распада СССР в декабре того же года.
27 августа 1991 года Верховный Совет Молдавии принял Декларацию о независимости. В связи с этим было прекращено действие статей 28, 29, 30, 57, 60, 61, 68, 72, части второй статьи 74, статьи 75, пунктов 22.1, 28 и 29 части третьей статьи 97, пункта 6 статьи 105, части первой статьи 127, статей 145 и 148 Конституции Республики Молдова (Молдавской ССР), которые содержали упоминания об СССР.
27 августа 1994 года конституция бывшей Молдавской ССР от 15 апреля 1978, включая все её последующие пересмотры и поправки, была аннулирована полностью. В ту же самую дату вступила в силу новая Конституция Молдовы.

## Конституция Республики Молдова 1994 года
3 сентября 1990 года Верховный Совет Молдавской ССР принял Закон об учреждении поста президента Молдавии и внесении изменений и дополнений в конституцию. В республике объявлялась президентская форма правления. 29 июля 1994 года принята новая конституция Молдавии. Было заявлено, что она направлена на построение социально-ориентированного рыночного государства. Конституция провозглашала концепцию разделения властей, отсутствие обязательной государственной идеологии, социальные гарантии и демократические свободы.
Государство в первой статье характеризуется как «суверенное и независимое, единое и неделимое», а также как «демократическое правовое государство, в котором достоинство человека, его права и свободы, свободное развитие человеческой личности, справедливость и политический плюрализм являются высшими ценностями и гарантируются». Форма государственного правления — республика.
Статья 6 закрепляет принцип разделения властей — «законодательная, исполнительная и судебная власти разделены и взаимодействуют при осуществлении своих прерогатив в соответствии с положениями Конституции». Критиками[кто?] отмечалось, что разделение компетенции между ветвями власти были недостаточно отработаны, что создало условия для конфликтов между ними.
В статье 12 утверждена государственная символика: флаг, герб и Гимн Молдавии. Статья 14 объявляет столицей город Кишинёв.

### Соотношение норм Конституции с нормами Декларации о независимости
Государственным языком объявлялся, согласно Конституции Республики Молдовы, «молдавский язык, функционирующий на основе латинской графики». Однако Конституционный суд Республики Молдовы принял 5 декабря 2013 разъяснение о трактовке текста Конституции Республики Молдовы:

Конституционный суд Молдавии постановил, что государственным языком в стране является румынский язык, как записано в декларации о независимости, а не молдавский, указанный в конституции республики.

Декларация связана с конституцией, но, в случае разногласий приоритет отдается тексту декларации, заявил председатель суда Александр Тэнасе, отметив, что вынесенное решение окончательно и обжалованию не подлежит.
Google в Молдове сменил язык с молдавского на румынский 10 апреля 2014 года. Гражданам Республики Молдовы Google предлагает две языковые версии — русскую и румынскую (язык с таким названием, как молдавский, отныне существует лишь в непризнанной Приднестровской Молдавской Республике). При этом Google Translate в списке языков для перевода никогда и не указывал такой язык, как молдавский, а только румынский.
Начиная с 2012 года правящие в Молдове Партии Альянса за европейскую интеграцию (АЕИ) безуспешно пытались изменить текст конституции, требуя заменить термин «молдавский язык, функционирующий на основе латинской графики» на «румынский язык», но не могли собрать каждый раз конституционное большинство в Парламенте Республики Молдовы.

### Раздел II Конституции Республики Молдовы
Раздел II молдавской конституции посвящён основным правам, свободам и обязанностям.
Глава IV описывает организацию и статус парламента. Однопалатный парламент — высший представительный орган и «единственная законодательная власть государства». Он состоит из 101 депутата, срок полномочий которых — 4 года.
Глава V посвящена президенту. Президент Молдавии является главой государства, представляет государство и является гарантом суверенитета, национальной независимости, единства и территориальной целостности страны. Кандидатом на должность Президента может быть гражданин Молдавии, достигший 40-летнего возраста, проживавший или проживающий на территории Республики Молдова не менее 10 лет и владеющий государственным языком. Избирается народом путём прямого тайного голосования. Срок полномочий Президента — 4 года.
Согласно гл. VI, Правительство Республики Молдова «осуществляет общее руководство публичным управлением». Оно состоит из премьер-министра, первого заместителя и заместителей премьер-министра, министров и других членов, определённых органическим законом. Кандидатуру премьер-министра Президент выдвигает «после консультаций с парламентским большинством» и на основании вотума доверия, выраженного парламентом, назначает правительство.
Судебную систему составляют Высшая судебная палата, Апелляционная палата и суды. На местах действует система местных выборных органов, основывающихся на принципах местной автономии.

### Статья 13 Государственный язык, функционирование других языков Конституции Республики Молдовы
Парламент Молдовы  16-03-2023 принял закон  № 52 Ст. I. – В тексте нормативных актов, принятых Парламентом:
слова «молдавский язык» заменить словами «румынский язык» в соответствующем падеже;
слова «государственный язык», «официальный язык» и «родной язык», если имеется в виду государственный язык Республики Молдова, заменить словами «румынский язык» в соответствующем падеже.
Ст. II. – Признать устаревшими слова «, функционирующий на основе латинской графики» в части (1) статьи 13 Конституции Республики Молдова и слова «на основе латинской графики» в частях (2) и (3) статьи 6 Закона об основных положениях особого правового статуса населенных пунктов левобережья Днестра (Приднестровья) № 173/2005.